# 3358 Anikushin
3358 Anikushin је астероид главног астероидног појаса са средњом удаљеношћу од Сунца која износи 3,185 астрономских јединица (АЈ).
Апсолутна магнитуда астероида је 12,3.